# Punilla megye
Punilla egy megye Argentínában, Córdoba tartományban. A megye székhelye Cosquín.

## Települések
Önkormányzatok és települések (Municipios y comunas)
- Bialet Massé
- Cabalango
- Capilla del Monte
- Casa Grande
- Charbonier
- Cosquín
- Cuesta Blanca
- Estancia Vieja
- Huerta Grande
- La Cumbre
- La Falda
- Los Cocos
- Mayu Sumaj
- San Antonio de Arredondo
- San Esteban
- San Roque
- Santa María
- Tala Huasi
- Tanti
- Valle Hermoso
- Villa Carlos Paz
- Villa Flor Serrana
- Villa Giardino
- Villa Icho Cruz
- Villa Parque Siquiman
- Villa Santa Cruz del Lago

## Gazdaság
Az idegenforgalom és a mezőgazdaság alkotják a megye fő bevételi forrásait.